# Vente sous contrôle de justice
En droit des sûretés québécois, la vente sous contrôle de justice est un mode d'exercice des droits hypothécaires par le créancier. Il est prévu aux articles 2791 à 2794 du Code civil du Québec.
Les modalités de la vente du bien sont contrôlées par le tribunal, d'après l'art. 2791 C.c.Q.. Le débiteur est libéré personnellement dans les mesure où ses créances dont payées. Pour tous les créanciers, les sûretés vont disparaître. 
L'art. 2792 C.c.Q. prévoit que l’hypothèque ne peut pas survivre à la vente sous contrôle de justice. L'art. 2793 C.c.Q. précise que la personne chargée de vendre le bien doit respecter les règles du Code de procédure civile du Québec.  
La vente sous contrôle de justice a pour effet de purger les droits réels, d'après l'art. 2794 c.c.Q., ce qui signifie que toutes les hypothèques vont disparaître. Cela est également énoncé à l'article 795 du Code de procédure civile. Par contre, l'art. 767 CPC affirme que la priorité à terme devient exigible dès la vente de l’immeuble.
L'art. 1731 C.c.Q. énonce qu'il n'y a aucune garantie de qualité à la suite d'une vente sous contrôle de justice. 
Comparativement à la vente par le créancier et à la prise en paiement, le contrôle par le tribunal et l'extinction de toutes les hypothèques sont deux avantages importants de la vente sous contrôle de la justice. De plus, sur le plan de la justice, une vente sous contrôle de justice ou une vente par le créancier est plus équilibrée qu'une prise en paiement, puisque tous les créanciers ont une chance d'être payés. 
Du point de vue d'un créancier toutefois, la prise en paiement est généralement préférable à la vente sous contrôle de justice parce qu'il y a moins de coûts associés, il n'est pas nécessaire de payer les frais de justice et les coûts de la vente par l'huissier que l'on retrouve dans la vente sous contrôle de justice.  